# Uniontown, Maryland

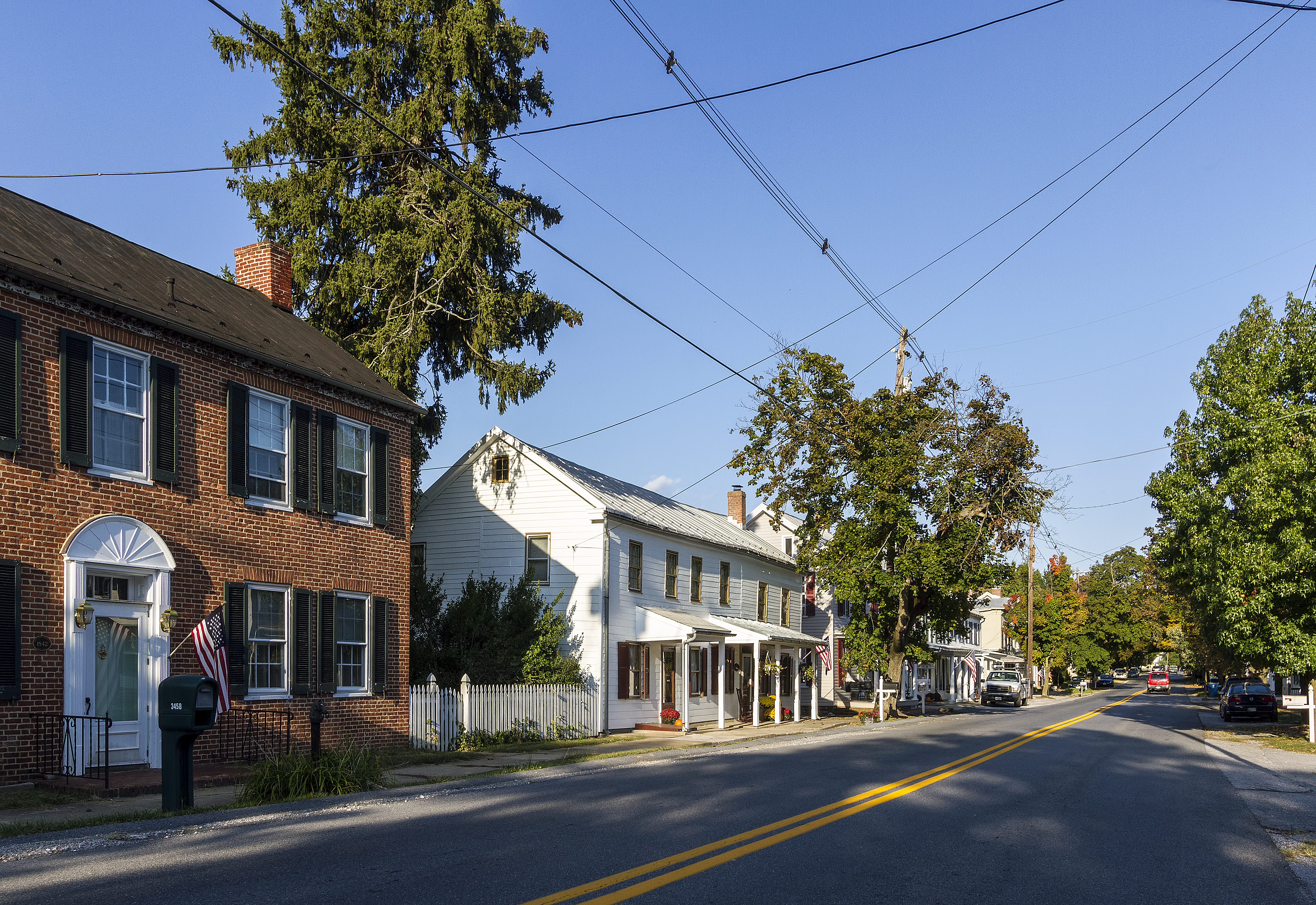
Khu lịch sử Uniontown ở Uniontown

Uniontown là một cộng đồng chưa hợp nhất ở Carroll County, Maryland, Hoa Kỳ. Cộng đồng là nơi có Khu lịch sử Uniontown, được cộng thêm vào Sổ đăng ký Quốc gia về Địa điểm Lịch sử vào năm 1986.